# الله أباد السفلي (حسين أباد كرمان)
الله أباد السفلی (بالفارسية: الله‌آباد سفلی) هي قرية تقع في إيران في Hoseynabad Rural District. يقدر عدد سكانها بـ 424 نسمة بحسب إحصاء 2016.